# Mirtazapin
Mirtazapin je antidepresivum používané k léčbě depresivních epizod. Účinnou látkou je mirtazapinum 15, 30 nebo 45 mg v jedné potahované tabletě.
Deprese se na biologické úrovni projevuje chemickou nerovnováhou v mozku (zejména nedostatkem serotoninu a noradrenalinu), kterou lze řešit podáváním léků. Hlavními známkami deprese je hluboká sklíčenost, obtíže při provádění každodenních úkolů, poruchy spánku a pocity úzkosti.
Nežádoucí účinky:
Podobně jako všechny léky může mít i přípravek Mirtazapin nežádoucí účinky, které se však nemusejí vyskytnout u každého.
Nejčastěji je to ospalost, zvýšená chuť k jídlu, zvýšení hmotnosti, útlum, závratě, bolesti hlavy, méně často se objevuje nevolnost.
Vzácně se vyskytuje útlum kostní dřeně, mánie, zmatenost, úzkost, nespavost, noční můry, živé sny, únava, křeče, třes, svalové záškuby, pokles krevního tlaku, sucho v ústech, průjem, vyrážka, bolesti kloubů, zvýšení hladiny jaterních testů, snížení koncentrace sodíku v krvi (hyponatrémie) a velmi vzácně sebevražedné myšlenky, hlavně na začátku léčby a po změně dávky.[zdroj?]
Náhlé ukončení léčby po dlouhodobém podávání je doprovázeno příznaky z vysazení, např. neklidem, úzkostí, nevolností.